# DIN 2137
Die DIN 2137 des Deutschen Instituts für Normung definiert deutsche Tastaturbelegungen. Die (mit Stand August 2023) aktuelle Fassung wurde im Juli 2023 (Teil 1) bzw. im Dezember 2018 (Teil 2) herausgegeben.

## Aktuelle Fassung
Die Norm besteht aus folgenden Teilen:
- Teil 1, Titel: „Deutsche Tastaturbelegung“
- Teil 2, Titel: „Zusätzliche Anforderungen“

Die Norm verweist auf die internationale Normenreihe ISO/IEC 9995 “Information technology – Keyboard layouts for text and office systems” und normiert selbst nur die Einzelheiten, die spezifisch für die deutsche Tastaturbelegung sind (im Teil 1), oder für die die Normung auf ISO-Ebene noch aussteht bzw. angestrebt wird). Sie weicht in wenigen Einzelheiten von der derzeit (Stand September 2019) gültigen Fassung der genannten internationalen Normreihe ab; dies ist jeweils genau ausgeführt, und es ist angestrebt, Spezifikationen in dieser Normreihe so zu erweitern, dass die deutsche Norm vollständig kompatibel zu einer zukünftigen Fassung dieser Normreihe sein wird.
Die aktuelle Fassung definiert folgende drei Tastaturbelegungen:
- Tastaturbelegung T1: aus älteren seit 1995 herausgegebenen Normfassungen unverändert übernommen. Der beim Erscheinen der aktuellen Normfassung vorhandene Bestand an deutschen Rechnertastaturen entspricht in seiner Beschriftung zum Großteil dieser Belegung.

- Tastaturbelegung E1: Erweiterung mit allen Buchstaben und diakritischen Zeichen, die weltweit in primären Amtssprachen sowie in europäischen Minderheitensprachen verwendet werden, sofern diese Lateinschrift verwenden. Sie ermöglicht außerdem die Eingabe aller in Europa regelmäßig verwendeten Satzzeichen und diverser häufig verwendeter Sonderzeichen wie Aufzählungszeichen und Pfeile, sowie die gängigen wissenschaftlichen Umschriftzeichen für beispielsweise Arabisch nach DIN 31635, Chinesisch (Pinyin), Hebräisch nach DIN 31636, Russisch und anderer Sprachen mit kyrillischer Schrift nach DIN 1460 und Sanskrit nach IAST. Die in der Abbildung grün dargestellten Zeichen werden üblicherweise auf Hardware-Tastaturen nicht graviert, sondern sollten nur in Beschreibungen gelistet werden.

- Tastaturbelegung E2: Variante der Belegung E1 für Tastaturen mit Tastenzahl und Tastenanordnung wie die derzeit in den USA und weiteren Ländern üblichen Tastaturen (ohne die „<“-Taste links unten, und mit der Möglichkeit einer anderen Anordnung der „#“-Taste aufgrund einer anderen Form der Eingabetaste, die dann aber dem GS-Prüfzeichen widersprechen kann).

Dies ermöglicht einerseits den Anwendern einer hardwaremäßigen „US-Tastatur“, eine standardkonforme deutsche Tastaturbelegung zu verwenden (z. B. in Internet-Cafés). Andererseits erlaubt es Herstellern von Spezialtastaturen in Kleinserien (z. B. für Anwender mit Körperbehinderungen), eine normkonforme Variante ohne abweichende Hardware-Tastenkonfiguration zu produzieren.
Die Tastaturbelegung E2 legt die Zeichen „<“, „>“ und „|“ auf andere Positionen und verzichtet dafür auf die direkte Eingabemöglichkeit der Zeichen „²“, „³“, „≤“, „≥“ und „±“, die (genau wie auch mit Tastaturbelegung E1) mit Tottasten-Kombinationen eingegeben werden können. Dabei verdrängt der auf der Tastaturbelegung E1 auf der Alt-Gr-Position der „<“-Taste gelegene senkrechte Strich „|“ das Malzeichen „×“ auf die E1-Position des Zeichens „±“.

## Geschichte
Die erste Ausgabe der DIN 2137 wurde 1976 veröffentlicht.
Die durch die Neufassung 2012 ersetzte Norm trug den Titel „Büro- und Datentechnik – Tastaturen“ und bestand aus folgenden Teilen:
- Teil 1: Deutsche Tastatur für Schreibmaschinen (Ausgabe November 1995)
- Teil 2: Deutsche Tastatur für die Daten- und Textverarbeitung; Tastenanordnung und Belegung mit Schriftzeichen (Ausgabe September 2003)
- Teil 3: Alphanumerische Tastaturen, Internationale Tastaturen für Dateieingabebelegung mit Schriftzeichen (zurückgezogen)
- Teil 6: Deutsche Tastatur für die Daten- und Textverarbeitung sowie für Schreibmaschinen; Tastenanordnung und Belegung mit Funktionen (Ausgabe September 2003 mit Berichtigung Dezember 2003)
- Teil 10: Deutsche Tastatur für die Daten- und Textverarbeitung sowie für Schreibmaschinen; Anordnung der Tastenpositionen und Bemaßung (Ausgabe September 2003)
- Teil 11: Deutsche Tastatur für die Daten- und Textverarbeitung sowie für Schreibmaschinen; Grundsätze für die Belegung von Tasten und deren Kennzeichnung (Ausgabe September 2003)
- Teil 12: Deutsche Tastatur für die Daten- und Textverarbeitung; Tastenanordnung und Belegung für tragbare Rechner (Ausgabe März 2004)

### Neufassung 2012
2010/2011 wurde die Norm komplett neu gefasst und trägt seither den Titel „Tastaturen für die Daten- und Texteingabe“.
Sie umfasst seither folgende Teile, die zusammen alle Teile der Vorgängerfassungen ersetzen:
- Teil 1, Titel: „Deutsche Tastaturbelegung“ (DIN 2137-1:2012-06)
- Teil 2, Titel: „Zusätzliche Anforderungen“ (DIN 2137-2:2012-06)

Diese Fassung unterschied erstmals nicht mehr zwischen Schreibmaschinen und Datenverarbeitungsgeräten.
Die Neufassung hatte das Ziel, eine Tastaturbelegung mit folgenden Eigenschaften anzubieten:
- Sämtliche Eigennamen können unabhängig von der Herkunft des Namensträgers korrekt (also mit allen Sonderbuchstaben und diakritischen Zeichen) eingegeben werden (solange Lateinschrift verwendet wird).
- Alle in Deutschland und Österreich gesprochenen Minderheitensprachen (z. B. Sorbisch) sowie alle hier unterrichteten Fremdsprachen können korrekt eingegeben werden.
- „Schreiben wie gedruckt“: Alle im Druck in normalem Text verwendeten Zeichen können auch eingegeben werden. Die Einschränkungen und Kompromisse im Schriftbild, die aus der Zeit der mechanischen Schreibmaschine herrühren, sind überwunden.
- Die Belegung ist aufwärtskompatibel mit der seinerzeit aktuell gebräuchlichen Standardtastatur.
- Die Belegung erfordert möglichst wenig neuartige Bedienkonzepte.
- Die Belegung kann leicht kommuniziert werden (speziell im Unterricht).

Die Fassung von 2012 definiert drei aufeinander aufbauende Tastaturbelegungen (wobei die Belegung T2 gemäß den oben aufgezählten Anforderungen neu standardisiert wurde):
- T1 (Tastaturbelegung 1): Diese entspricht der deutschen Tastatur für die Daten- und Textverarbeitung in der Vorgängerfassung DIN 2137-2:2003. Der beim Erscheinen der Normfassung vorhandene Bestand an deutschen Rechnertastaturen (und auch der heutige (Stand September 2019) Bestand) entspricht zum Großteil dieser Belegung.

- T2 (Tastaturbelegung 2, in Pressemeldungen[6][7] und kommerziellen Produktbeschreibungen[8] als Europatastatur bezeichnet): Erweiterung mit allen Buchstaben und diakritischen Zeichen, die weltweit in primären Amtssprachen sowie in deutschen und österreichischen Minderheitensprachen verwendet werden, sofern diese Lateinschrift verwenden. Sie ermöglicht außerdem die Eingabe aller in Europa regelmäßig verwendeten Satzzeichen[5] und einiger Sonderzeichen.[9] Sie berücksichtigte auch erstmals das große ẞ.

Es fand sich lediglich ein einziger Hersteller, der seit 2012 eine T2-Tastatur auf dem Markt anbot. Diese wurde nach der Einführung der Norm-Neufassung 2018 aus der Produktpalette auf der Website des Herstellers entfernt.
- T3 (Tastaturbelegung 3): Diese enthält zusätzlich alle in der internationalen Norm ISO/IEC 9995-3:2010 aufgelisteten Zeichen. Damit ermöglicht sie auch das Schreiben zahlreicher Minderheitensprachen (z. B. Samisch) und Transliterationen für Russisch, Hebräisch, Arabisch und Sanskrit, ist aber im Vergleich zur Belegung T2 weniger übersichtlich. Treiber für das T3-Layout sind in gängigen Linux-Distributionen enthalten.[11][12][13] Tastaturen mit T3-Layout-Beschriftungen wurden jedoch nie kommerziell produziert.

### Neufassung 2018
Im Dezember 2018 wurde eine Neufassung der Norm herausgegeben, und zwar in zwei Teilen entsprechend zur Vorversion aus 2012:
- DIN 2137-1:2018-12 Tastaturen für die Daten- und Texteingabe – Teil 1: Deutsche Tastaturbelegung; Text Deutsch und Englisch;
- DIN 2137-2:2018-12 Tastaturen für die Daten- und Texteingabe – Teil 2: Zusätzliche Anforderungen; Text Deutsch und Englisch.

Die Neufassung hatte das Ziel, eine Tastaturbelegung mit folgenden zusätzlichen zu den für die Neufassung 2012 bereits genannten Eigenschaften anzubieten:
- Es soll gegenüber der allgemein verbreiteten Tastatur-Grundbelegung T1 nur eine „erweiterte“ Tastaturbelegung (E1) als Nachfolger der Belegung T2 definiert werden, mit einer Variante (E2) nur für abweichende Hardware. Eine darüber hinausgehende Belegung wie die Belegung T3 wird nicht mehr definiert, da die Erfahrung gezeigt hat, dass eine solche Tastatur ohnehin nicht produziert wird.
- Die über die Gruppenumschaltung (jetzt „Extra-Wahltaste“) eingebbaren Zeichen sollen intuitiv angeordnet sein, unter Verzicht auf Kompatibilität zu der eher an kanadischen Anforderungen[15] ausgerichteten Norm ISO/IEC 9995-3:2010. Dies soll einerseits den Unterricht erleichtern und andererseits die Akzeptanz gegenüber der in der Vorgängerfassung genormten Belegung T2 erhöhen.
- Der „Mediopunkt“ der Leichten Sprache (Mittelpunkt) soll auf einem bevorzugten Platz angeordnet sein (Alt Gr + Punkt).
- Alle im Haupttext der seinerzeit geplanten (und mittlerweile 2020 herausgegebenen) Fassung der DIN 5008 erwähnten Zeichen sollen auf bevorzugten Plätzen angeordnet werden, die leicht im Unterricht kommuniziert werden und einfach eingegeben werden können. (Daraus resultiert speziell die Anordnung des geschützten schmalen Leerzeichens auf Alt Gr + C, um es so sichtbar identifizieren und auf gleiche Weise eingeben zu können wie das geschützte Leerzeichen auf Alt Gr + Leerzeichen.)
- Gängige Transliterationen für weitverbreitete Schriftsysteme sollen (ähnlich wie in der Belegung T3 der Vorgängerfassung) unterstützt werden, sodass auch Personennamen aus den entsprechenden Kulturkreisen eindeutig geschrieben werden können (wie es in wissenschaftlichen und religiösen Kontexten und auch in der Wikipedia gefordert ist).
- Alle in Europa (nicht nur in Deutschland und Österreich) gesprochenen Minderheitensprachen (z. B. Samisch) können korrekt eingegeben werden. Auf die Unterstützung nordamerikanischer Minderheitensprachen (wie zuvor mit der Belegung T3) kann hingegen verzichtet werden.
- Die Belegung muss auf gängigen Betriebssystemen, speziell Microsoft Windows, ohne spezielle Tricks und Abweichungen softwareseitig realisiert werden können.

Die wesentlichen Änderungen gegenüber der Vorgängerversion aus dem Jahr 2012 sind:
- Die Tastaturbelegung T2 wurde gemäß den genannten Anforderungen überarbeitet. Da das Ergebnis nicht kompatibel zur alten T2-Belegung ist (u. a. wurden Alt-Gr-Tastenzuordnungen verändert), erhielt die Belegung den neuen Namen „E1“.
- Ergänzend wurde eine mit der in den USA und anderen Ländern üblichen hardwareseitigen Tastenanordnung kompatible Variante E2 definiert.
- Die Tastaturbelegung T3 entfällt.

Der Teil 2 dieser Fassung der Norm (DIN 2137-02:2018-12) wurde von den 2020 und 2023 veröffentlichten Überarbeitungen des Teils 1 nicht berührt und ist mit Stand August 2023 weiterhin gültig.
Die Abbildung zeigt die Tastaturbelegung E1 laut der Normfassung von 2018. Die in der Abbildung grün dargestellten Zeichen sollten (wie auch in der Normfassung von 2023) nicht graviert, sondern nur in Beschreibungen gelistet werden. Die hellblau bzw. hellgrün hinterlegten Zeichenzuordnungen wurden in der Normfassung DIN 2137-01:2023-08 geändert.

### Überarbeitung 2020
Ende Oktober 2020 wurde der Normentwurf E DIN 2137-1:2020-11 als überarbeitete Fassung der DIN 2137-1:2018-12 veröffentlicht. Dieser enthielt Änderungen in einigen Details, unter anderem:
- Alle in der seinerzeit gültigen Vorgängernorm zur DIN 91379 (DIN SPEC 91379:2019-03 „Zeichen in Unicode für die elektronische Verarbeitung von Namen und den Datenaustausch in Europa“) gelisteten lateinschriftlichen und griechischen Zeichen können eingegeben werden. Dazu wurden die Eingabemöglichkeiten über Tottasten für die wenigen bisher so nicht eingebbaren Zeichen erweitert.
- Die Hochstellung von Ziffern erfolgt jetzt mit der Zirkumflex-Tottaste ^, also ohne die Beteiligung der Alt-Gr-Taste und damit wesentlich komfortabler als laut der aktuellen Normfassung. Die deutsche Tastaturnorm folgt hier dem Vorbild der französischen Tastaturbelegung gemäß der NF Z71-300:2019-04 vom April 2019. Ebenfalls nach diesem Vorbild geschieht die Tiefstellung mit dem Hatschek ˇ, der jetzt auf die Tastenkombination Alt Gr + T verlegt wurde („T für Tiefstellung“). Somit werden jetzt für Ziffern-Hoch- und Tiefstellung Zeichen verwendet, die Pfeilspitzen in die jeweilige Richtung ähneln. Im Zusammenhang damit wurde für zwei weitere diakritische Zeichen die Tastenzuordnung geändert.

### Überarbeitung 2023
Ende Juli 2023 wurde die aktuelle Fassung DIN 2137-1:2023-08 veröffentlicht. Gegenüber der Entwurfsfassung E DIN 2137-1:2020-11 ergaben sich nur geringfügige Änderungen. Von den auf dem Belegungsschaubild gezeigten Zeichen der Belegungen E1 und E2 wurden nur die Pfeile auf der U- und P-Taste vertauscht, sodass für den häufig verwendeten rechtszeigenden Pfeil „→“ jetzt der Merksatz „P wie Pfeil“ gilt.